# Ліа Маноліу
Ліа Маноліу (рум. Lia Manoliu; нар. 25 квітня 1932, Кишинів, Румунське королівство — пом. 9 січня 1998, Бухарест, Румунія) — румунська легкоатлетка, яка спеціалізувалася у метанні диска. Чемпіон Олімпійських ігор 1968 та бронзовий призер Ігор 1960 та 1964. Вона стала першою легкоатлеткою, яка взяла участь в шести олімпіадах (1952—1972).

## Біографія

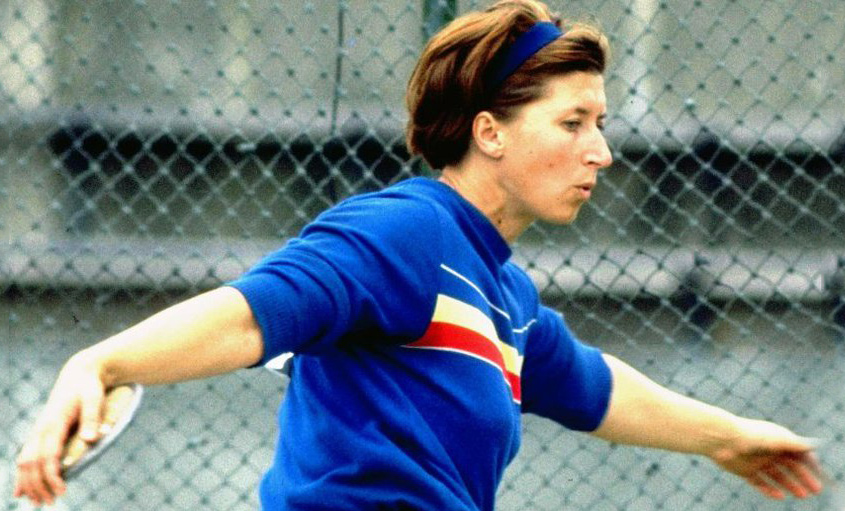
Ліа Маноліу

Підлітком Маноліу займалася та брала участь у внутрішніх змаганнях з теннісу, настільного теннісу, волейболу та баскетболу, допоки не сконцентрувалась на метанні диска у віці 16 років. У 18 років вона стала першою румунською легкоатлеткою, яка метнула диск на відстань більше 40 м (41,44 м 22 травня 1950 року). Паралельно вона вчилась та закінчила Бухарестський політехнічний інститут в середині 50-х років.
На Літніх Олімпійських іграх 1952 в Гельсінкі Маноліу зайняла шосте місце з результатом 42,64 м. У Мельбурні 1956 вона покращила свій результат до 43,90 м, проте була лише дев'ятою. В Римі 1960 їй вдалось завоювати брону з кидком на 52,36 м. На наступній Олімпіаді в Токіо їй знову підкорилась бронза з результатом 56,96 м.
Взимку 1968 року Румунська федерація легкої атлетики дала зрозуміти 35-річній Маноліу, що її не відберуть на Мехіко 1968 через її вік, тому їй не дозволили з'являтися в тренувальний табір збірної. Це тільки додало їй рішучості і через кількох місяців індивідуальних тренувань вона все-таки змогла кваліфікуватись на Олімпійські ігри. Проте вже на тренуванні в Мехіко вона травмувала руку. Командний лікар повідомив їй, що її може вистачити тільки на один кидок. В першій же спробі Маноліу метнула диск на 58,28 м, що виявилось достатньо для золотої нагороди.
На наступній Олімпіаді 1972 Маноліу вже фінішувала лише дев'ятою, проте з кращим результатом, ніж попереднього разу — 58,50 м. Одразу після Олімпіади Маноліу завершила спортивну кар'єру, а 1974 року отримала «Премію чесної гри» від ЮНЕСКО.
З 1973 року вона працювала спочатку віце-президентом, а потім і президентом (з 1990) Олімпійського комітету Румунії. Вона також була членом жіночого комітету Міжнародної асоціації легкоатлетичних федерацій (1976—1995) та Румунського сенату 1990—1992 років.
В січні 1998 року померла внаслідок серцевого приступу, після того, як впала в кому під час операції по видаленню пухлини мозку. Похована на цвинтарі Беллу в Бухаресті. До 2012 року стадіон «Національ» носив її ім'я.